# Дива (албум)
Дива је назив десетог студијског албума Јелене Карлеуше, који је издао Сити Рекордс у јуну 2012. На албуму се налази 11 песама, а једна од њих је бонус – песма Со у дуету са Нешом. Текстове је писала Марина Туцаковић, док је музику и аранжмане урадио „Атеље Траг“. Певачица сматра да је овај албум круна њене седамнаестогодишње каријере.

## О албуму
Албум је изазвао бројне контроверзе, као и сама премијера у емисији Амиџи шоу код Огњена Амиџића. Албум је штампан у укупно 300.000 примерака. Већ првог дана продат је цео тираж, од 200.000 примерака, што представља рекордан број у земљи. Други део, још 100.000 примерака, је изашао у продају. Дива се продаје у два издања – један је стандардно и комерцијално, док је други лимитирано луксузно издање. Поред нових песама, на албуму се налазе и три сингла - Инсомнија, Мушкарац који мрзи жене и Нова религија [Плава Шехерезада].
Карлеуша је снимила спот за песме Крими рад, Инсомниа и Со. Најављени су и спотови за песме Пуцај у љубав [Не вреди], Савршен злочин и Содома & Гомора, које су, по мишљењу певачице, најбоље на албуму.

## Списак песама
На албуму се налазе следеће песме:
| Бр. | Назив                            | Текст                          | Музика                            | Аранжман                         | Трајање |
| --- | -------------------------------- | ------------------------------ | --------------------------------- | -------------------------------- | ------- |
| 1.  | Микрофон                         | Марина Туцаковић               | Ya'akov Shimoni, Ron Ticon        | Марко Перуничић, Небојша Арежина | 03:18   |
| 2.  | Пуцај у љубав [Не вреди]         | Марина Туцаковић               | David Bustamante                  | Марко Перуничић, Небојша Арежина | 03:38   |
| 3.  | Крими рад (feat. Теча)           | Марина Туцаковић, Синиша Пешић | Ikbal M'kouboi                    | Марко Перуничић, Небојша Арежина | 04:00   |
| 4.  | Савршен злочин                   | Марина Туцаковић               | Lee Biran                         | Марко Перуничић, Небојша Арежина | 03:25   |
| 5.  | Содома & Гомора                  | Марина Туцаковић               | Марко Перуничић, Небојша Арежина  | Марко Перуничић, Небојша Арежина | 03:00   |
| 6.  | Инсомниа (feat. Мирза)           | Марина Туцаковић               | Salim Merchant, Sulaiman Merchant | Марко Перуничић, Небојша Арежина | 04:07   |
| 7.  | Радим на бол                     | Марина Туцаковић               | Марко Перуничић, Небојша Арежина  | Марко Перуничић, Небојша Арежина | 03:31   |
| 8.  | Мушкарац који мрзи жене          | Марина Туцаковић               | Bebe Rexha                        | Марко Перуничић, Небојша Арежина | 04:01   |
| 9.  | Дубоко рањена                    | Марина Туцаковић               | Dikla Ohayon, Idan Ohayon         | Марко Перуничић, Небојша Арежина | 03:48   |
| 10. | Нова религија [Плава Шехерезада] | Марина Туцаковић               | Salim Merchant, Sulaiman Merchant | Марко Перуничић, Небојша Арежина | 04:03   |
| 11. | Со (feat. Nesh)                  | Марина Туцаковић               | Dean Newton, Paul Huggett         | Марко Перуничић, Небојша Арежина | 04:05   |

## Информације о албуму
- Извршни продуцент: Зоран Бирташевић
- Пратећи вокали: Ивана Петерс, Сузана Динић, Јелена Митић, Марко Перуничић, Јелена Карлеуша
- Бас гитара: Владимир Чукић
- Електрична гитара: Зоран Петровић
- Клавир: Војно Диздар
- Акустична гитара, Саз: Растко Петровић
- Mastering: Студио "О"
- Креативни директор: Зоран Бирташевић
- Дизајн: Зоран Бирташевић
- Мултимедија: Зоран Бирташевић, Сашка Караћ
- Фото: Дејан Милићевић
- Стајлинг: Јелена Карлеуша
- Шминка: Emper Atrizz
- Фризура: Љубица Трис
- Микс и продукција: Атеље Траг
- Снимано и миксано: ATG Recording Studio од марта до маја 2012. године

## Обраде
- 1. Микрофон (оригинал: Subliminal feat. Dana International - Alay - 2009)
- 2. Пуцај у љубав [Не вреди] (оригинал: David Bustamante - Mio - 2011)
- 3. Крими рад (оригинал: TLF feat. Indila - Criminel - 2010)
- 4. Савршен злочин (оригинал: Avihu Shabat - Adain Shelach - 2009)
- 6. Инсомниа (оригинал: Rab Ne Bana Di Jodi [Sunidhi Chauhan feat. Labh Janjua] - Dance Pe Chance - 2008)
- 8. Мушкарац који мрзи жене (оригинал: Shinee - Lucifer - 2010)
- 9. Дубоко рањена (оригинал: Maya Buskila - Ma Sh'haya Haya - 2011)
- 10. Нова религија [Плава шехерезада] (оригинал: Band Baaja Baaraat [Benny Dayal feat. Himani Kapoor] - Dum Dum - 2010)
- 11. Со (оригинал: Dean Newton feat. Huggy - La Terrazza - 2008)